# 367488 Aloisortner
367488 Aloisortner este o planetă minoră (asteroid) din centura de asteroizi. A fost descoperită pe 14 aprilie 2009 la Gaisberg⁠(d) de Richard Gierlinger⁠(d) și a fost numită după Alois Ortner⁠(d). 
Obiectul prezintă o orbită caracterizată de o semiaxă mare de 2,2911173591224 UAi, o excentricitate de 0,19, o înclinație de 3,1 ° în raport cu ecliptica.